# آيت سي ابراهيم (أولاد إسماعيل)
آيت سي إبراهيم هو دُوَّار يقع بجماعة أولاد سعيد الواد، إقليم بني ملال، جهة بني ملال خنيفرة في المملكة المغربية. ينتمي الدوّار لمشيخة أولاد إسماعيل التي تضم 8 دواوير. يقدر عدد سكانه بـ 885 نسمة حسب الإحصاء الرسمي للسكان والسكنى لسنة 2004.

## وصلات خارجية
- البوابة الوطنية للجماعات الترابية
- المندوبية السامية للتخطيط